# Pyrrhae Regio
Pyrrhae Regio  è una caratteristica di albedo della superficie di Marte.